# اتفاقية التلاعب بالمسابقات الرياضية
اتفاقية التلاعب بالمسابقات الرياضية أو اتفاقية مجلس أوروبا بشأن التلاعب بالمسابقات الرياضية والمعروفة باسم اتفاقية ماكولين هي معاهدة متعددة الأطراف تهدف إلى منع التلاعب بنتائج المباريات في الرياضة وكشفها والمعاقبة عليها. تم إبرام الاتفاقية في لإيفيلارد في سويسرا في 18 سبتمبر 2014م. تم التوقيع عليها على الفور من قبل 15 دولة من مجلس أوروبا، وهي اتفاقية مفتوحة لمصادقة دول مجلس أوروبا والدول الأخرى التي شاركت في مفاوضاتها. ستدخل المعاهدة حيز التنفيذ بعد أن تصدق عليها خمس دول، ثلاث منها يجب أن تكون دول مجلس أوروبا.
ينصب التركيز الرئيسي للاتفاقية على منع عمليات المراهنات الرياضية غير القانونية والمعاقبة عليها ومنع تضارب المصالح في مشغلي المراهنات الرياضية القانونية والمنظمات الرياضية. اعتبارًا من يوليو 2016 تم التوقيع على الاتفاقية من قبل 27 دولة وصدقت عليها النرويج والبرتغال.